# Bjørn Tore Kvarme
Bjørn Tore Kvarme (ur. 17 czerwca 1972 w Trondheim) – norweski piłkarz występujący na pozycji obrońcy.

## Kariera klubowa
Kvarme zawodową karierę rozpoczynał w 1991 roku w Rosenborgu. Jego barwy reprezentował przez 6 sezonów. W tym czasie wywalczył z nim 5 mistrzostw Norwegii (1992, 1993, 1994, 1995, 1996), wicemistrzostwo Norwegii (1991) oraz 2 Puchary Norwegii (1992, 1995).
Na początku 1997 roku trafił do angielskiego Liverpoolu. W Premier League zadebiutował 18 stycznia 1997 roku w wygranym 3:0 pojedynku z Aston Villą. W Liverpoolu spędził 2,5 roku i w tym czasie rozegrał tam 45 spotkań.
W 1999 roku Kvarme odszedł do francuskiego AS Saint-Étienne z Division 1. Przez 2 lata jego barwach wystąpił 53 razy. W 2001 roku przeszedł do hiszpańskiego Realu Sociedad. W Primera División pierwszy mecz rozegrał 26 sierpnia 2001 roku przeciwko Athletikowi Bilbao (1:3). W 2003 roku wywalczył z zespołem wicemistrzostwo Hiszpanii.
W 2004 roku Kvarme został graczem francuskiej Bastii z Ligue 1. W jej barwach zadebiutował 27 sierpnia 2004 roku w zremisowanym 1:1 spotkaniu z OGC Nice. W Bastii spędził roku. W 2005 wrócił do Rosenborga. W 2006 roku zdobył z nim mistrzostwo Norwegii, a w 2008 roku zakończył karierę.

## Kariera reprezentacyjna
Swoje jedyne spotkanie w reprezentacji Norwegii Kvarme rozegrał 8 października 1997 roku przeciwko Kolumbii (0:0).